# Aeródromo Fundo Tehuén
El Aeródromo Fundo Tehuén (OACI: SCFI) es un terminal aéreo ubicado cerca de Frutillar, en la Provincia de Llanquihue, Región de Los Lagos, Chile. Es de propiedad pública.